# Tamengos
Tamengos est une ancienne paroisse civile portugaise (en portugais : freguesia) de la municipalité d'Anadia dans le district d'Aveiro.
La loi no 11-A/2013 du 28 janvier 2013, portant réorganisation administrative du territoire des freguesias, fusionne Tamengos avec les paroisses voisines d'Aguim et Óis do Bairro pour former l’União das freguesias de Tamengos, Aguim e Óis do Bairro (dont le siège est à Tamengos).
La paroisse comprend le village de Curia, connu pour ses thermes.